# Axel Naumer
Axel Naumer (* 23. März 1962 in Heidelberg) ist ein deutscher Radiomoderator und Kabarettist. Er lebt und arbeitet in Köln.

## Leben
Naumer war Mitbegründer und Autor des Heidelberger Kabaretts „Die Stichlinge“, dem er bis 1989 angehörte. Parallel begann er 1983 Sketche für SDR3 zu schreiben und moderierte dort die Sendungen Nonsens & Satire und Leute, später auch die Sendungen Blitzableiter und Zungenschlag bei SDR1. Seit 1988 ist er auch beim WDR tätig, wo er unter anderem bis zum Dezember 2015 Zugabe auf WDR2 moderierte. Seit 2009 moderiert er die Satiresendung Intensiv-Station auf NDR Info, die auch im NDR Fernsehen ausgestrahlt wird. Außerdem moderiert er die WDR 5-Satiresendung Satire Deluxe und die Sendung Schlag auf Schlag.

## Auszeichnungen
- 1994 Kurt-Magnus-Preis